# Rózsa Zoltán (irodalomtörténész)
Rózsa Zoltán (Budapest, 1930. október 6. – Budapest, 1996. február 1.) irodalomtörténész, az Eötvös Loránd Tudományegyetem Bölcsészettudományi Kar Portugál Nyelv- és Irodalom Tanszék egykori docense és tanszékvezetője.

## Tanulmányai
A budapesti Szent László Gimnáziumban érettségizett.

## Munkássága
Rózsa Zoltán kezdeményezésére jött létre a Portugál Műhely az ELTE BTK-n az 1980-as évek elején.
1984-ben nevezték ki az ELTE BTK Portugál Nyelv- és Irodalom Tanszékének az élére, amit 1991-ig vezetett. 1991-ben Pál Ferenc lett a tanszékvezető.
1994-ben újra Rózsa Zoltánt választották a tanszékvezetőnek.
1995-ben jelent meg Rákóczi István szerkesztésében a Miscellanea Rosae : tanulmányok Rózsa Zoltán 65. születésnapjára.

## Főbb művei
- Rózsa Zoltán (1987): Camões Magyarországon. In: Lukács Laura – Rákóczi István (szerk.): Magyar–portugál kapcsolatok. ELTE BTK Portugál Nyelv és Irodalom Tanszék, Budapest. 23–39.
- Rózsa Zoltán (1992): Utószó Fernão Mendes Pinto Bolyongás című művéhez. In: Pinto, Fernão Mendes: Bolyongás (Székely Ervin ford.). Cédrus Kiadó, Budapest. 303–312.
- Rózsa Zoltán (1993): Bevezető. In: Rózsa Zoltán (szerk.): Luís de Camões: Poemas – Költemények. Kráter Műhely Egyesület, Budapest. 5–17.
- Rózsa Zoltán (szerk.) (1993): Luís de Camões: Poemas – Költemények. Kráter Műhely Egyesület, Budapest.